# Keny Arkana

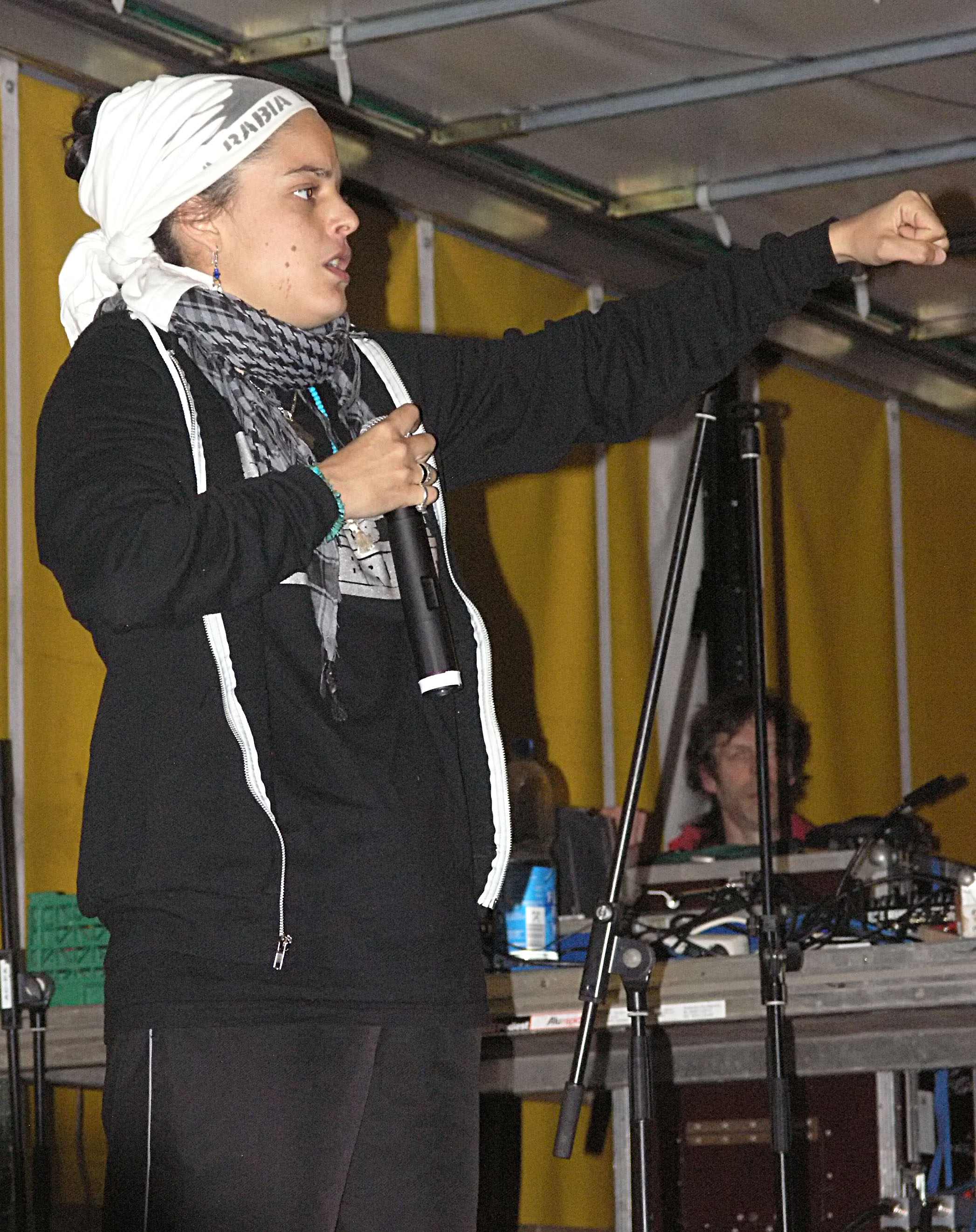
Keny Arkana am 1. Mai 2008 in Berlin-Kreuzberg auf dem Maifest.

Keny Arkana (keni aʁkaˈna, * 20. Dezember 1982 in Boulogne-Billancourt) ist eine französische Rapperin aus Marseille. Ihre Texte sind sehr politisch, so bezieht sie klar Stellung gegen Kapitalismus, Faschismus und Globalisierung. Sie sympathisiert mit den Zapatistas aus Mexiko. Außerdem ist sie in der globalisierungskritischen Bewegung La Rage du Peuple aktiv.

## Leben
Keny Arkana ist die Tochter argentinischer Einwanderer. Sie wuchs in Marseille auf, wo sie Mitte der 90er Jahre anfing zu rappen. Sie ist seit 2015 mit dem Rapper Ozan verlobt.

## Musikkarriere
1996 tritt sie dem Kollektiv État Major bei, mit dem sie zahlreiche Bühnenerfahrung sammelt. Sie ist das erste Mal auf der Veröffentlichung Volume 1 zu hören. Aktiv war sie auch im Umfeld der Crew Mars Patrie. 2003 startet sie zu einer Solo-Karriere. 2005 hat sie das Mixtape „L’esquisse“ veröffentlicht, das mehr als 50.000 Mal verkauft wurde. Daraufhin bekam sie einen Vertrag bei Indi Because. Im Herbst 2006 veröffentlichte sie ihr erstes Solo-Album Entre Ciment et Belle Étoile, von dem allein bis Jahresende 50.000 Exemplare verkauft wurden. 2008 erschien ihr zweites Album Désobéissance. Im Lied Capitale de la Rupture singt sie gegen die Gentrifizierung in Marseille.

## Diskografie

### Alben
- 2004: Le missile est lancé (EP)
- 2005: L’esquisse
- 2006: La Rage (EP)
- 2006: Entre ciment et belle étoile
- 2007: Victoria
- 2008: Desobeissance
- 2011: L’esquisse 2
- 2012: Tout tourne autour du soleil
- 2016: État d'urgence (EP)
- 2017: L’esquisse 3

### État-Major
- 2003: Volume 1 (EP)